# Psychotria franquevilleana
Psychotria franquevilleana är en tvåhjärtbladig växtart som beskrevs av Johannes Müller Argoviensis. Psychotria franquevilleana ingår i släktet Psychotria och familjen måreväxter. Inga underarter finns listade i Catalogue of Life.